# 1945 у футболі
Нижче наведені футбольні події 1945 року у всьому світі.

## Засновані клуби
- Вольфсбург (Німеччина)
- Динамо (Загреб) (Хорватія)
- Партизан (Сербія)
- Црвена Звезда (Сербія)

## Національні чемпіони
- Аргентина: Рівер Плейт
- Ірландія: Шелбурн
- Туреччина: Фенербахче
- Угорщина: Уйпешт
- Швеція: Мальме